# Воля-Победзінська
Воля-Победзінська (пол. Wola Pobiedzińska) — село в Польщі, у гміні Нове-Място-над-Пилицею Груєцького повіту Мазовецького воєводства.
Населення — 119 осіб (2011).
У 1975-1998 роках село належало до Радомського воєводства.

## Демографія
Демографічна структура станом на 31 березня 2011 року:
|          | Загалом | Допрацездатний вік | Працездатний вік | Постпрацездатний вік |
| -------- | ------- | ------------------ | ---------------- | -------------------- |
| Чоловіки | 49      | 4                  | 37               | 8                    |
| Жінки    | 70      | 8                  | 33               | 29                   |
| Разом    | 119     | 12                 | 70               | 37                   |